# Guennadi Poloka
 (août 2025).
Si vous disposez d'ouvrages ou d'articles de référence ou si vous connaissez des sites web de qualité traitant du thème abordé ici, merci de compléter l'article en donnant les références utiles à sa vérifiabilité et en les liant à la section « Notes et références ».
Guennadi Ivanovitch Poloka (en russe : Генна́дий Ива́нович Поло́ка), né à Kaïnsk (RSFSR, URSS) le 15 juillet 1930 et mort à Moscou (Russie) le 5 décembre 2014, est un réalisateur, scénariste, producteur de cinéma et acteur soviétique, puis russe qui a reçu le titre honorifique d'artiste du peuple de la fédération de Russie en 1998.

## Biographie
En 1947-1951, Guennadi Poloka étudie au département de théâtre de l'École supérieure d'art dramatique Mikhaïl Chtchepkine (classe de Maria Knebel et Leonid Volkov). En 1957, il sort diplômé de la faculté de réalisation de VGIK (classe de Lev Koulechov et Alexandra Khokhlova). Depuis 1957, réalisateur des studios de cinéma Mosfilm. Il travaille comme assistant réalisateur pour Mikhaïl Romm, Youli Raizman, Grigori Alexandrov, Alexandre Alov, Vladimir Naoumov et Boris Barnet. En 1966, aux studios Lenfilm il porte à l'écran La République de ShKID de Grigori Belykh et L. Panteleev, ce film apporte au réalisateur une renommée nationale.
Guennadi Poloka décède le 5 décembre 2014 à l'âge de 85 ans, à Moscou. Les adieux au réalisateur ont eu lieu le 9 décembre à la Maison du cinéma de Moscou. Le même jour, il est enterré au cimetière Vagankovo.

## Filmographie
- 1962 : Réseaux en nylon (ru) réalisé avec Levan Aleksandrovitch Chenguelia (ru)
- 1966 : La République Chkid (Республика ШКИД)
- 1968 : Intervention (film, 1968) (Интервенция)
- 1970 : L'un de nous (ru)
- 1984 : Trois pour cent de risque (ru) coréalisé avec Vladimir Chredel
- 1996 : Le Retour du cuirassé (ru) (Возвращение «Броненосца»)